# Pipört
Pipört (Centranthus ruber), även flerårig pipört, är en art i familjen Kaprifolväxter. Den förekommer naturligt i och kring södra Europa och är vida spridd som odlad prydnadsväxt.

## Biologi
Den är en perenn, blommande växt som ursprungligen kommer från medelhavsområdet.

### Förekomst
Pipört växter naturligt förekommer naturligt i och kring södra Europa. Detta inkluderar – österifrån – Ukraina (Krim), Turkiet, Grekland, Albanien, Jugoslaviens efterföljarstater, Italien, Frankrike, Spanien, Portugal samt Tunisien, Algeriet, Marocko, Kanarieöarna, Madeira och Azorerna.
Växten har införts och blivit naturaliserad i ett antal länder. Detta inkluderar olika delar av Europa och USA. I Australien är den spridd i den södra halvan av landet, från sydvästra delen av Western Australia till östra New South Wales. I South Australia, Victoria, Western Australia och Tasmanien räknas pipört som en invasiv art.
Pipört har även blivit naturaliserad på Lord Howe Island, Hawaii och i västra USA.

### Odling
Pipört odlas som prydnadsväxt i bland annat Sverige.
Pipört tål jord med mycket högt pH-värde. Beroende på klimat kan pipörten variera från ört till buske. Bladen är vanligen 5 till 8 centimeter långa. Blommorna är små (inte över 2 centimeter) men växer i stora klasar och färgen är vanligen rosaröd. Det finns även mörkare röda, lila och vita varieteter. Blomdoften är stark och pipörten drar till sig både bin och fjärilar. 